# Panthrakikos F.C.
Panthrakikos F.C je grčki nogometni klub iz Komtinija. Klub je osnovan 1963. godine. Trenutačno se natječe u Gamma Ethniki ligi, u trećem razredu grčkog nogometa.

## Vanjske poveznice
- Službene stranice